# Stazione di Buttafava
La stazione di Buttafava è una fermata ferroviaria posta sulla linea Monza-Molteno, presso la località Buttafava (Ca' Bianca) nel territorio comunale di Villasanta.

## Storia
La fermata fu aperta nel 1911, come la totalità della linea; sebbene fortemente decentrata rispetto al paese, venne realizzata al fine di dotare comunque la cittadina di una stazione anche sulla nuova ferrovia Monza-Molteno, pur se più spartana rispetto alla stazione già esistente nel centro della città lungo la ferrovia Milano-Monza-Lecco.

## Strutture e impianti
La stazione dispone di una struttura principale, risalente al primo decennio del XX secolo, restaurata ma chiusa al pubblico,contenente i locali tecnici e di una secondaria, di più recente costruzione (ex servizi igienici) con accessi murati.

## Movimento
La fermata è servita dai treni della linea S7 (Milano-Monza-Molteno-Lecco), con frequenza semioraria nelle ore di punta (in direzione Milano la mattina e verso Lecco la sera) ed oraria nel resto della giornata, oltre ad una coppia di treni limitata a Besana nel primo pomeriggio.

## Parco di Monza
La stazione si trova a circa 1,5 Km dall'ingresso "Porta San Giorgio" del Parco di Monza, raggiungere il quale a piedi è tuttavia non semplice: per arrivarvi bisognava infatti percorrere un tratto di strada asfaltata, che corre in parte accanto alla base Scout di Villasanta e centro ippico Monzese (CIM) e attraversare  il fiume Lambro in località San Giorgio, con uno stretto ponte storico (risalente all'età Napoleonica, con architettura riconducibile a quella degli altri ponti interni al Parco), il quale è adibito sia al traffico automobilistico che ciclopedonale, ma manca di una sede esclusivamente dedicata al transito pedonale, assente anche nei tratti di strada immediatamente precedenti e successivi al ponte, anch'essi di ristretta carreggiata (in tali tratti, compreso il ponte, il traffico dei veicoli è infatti a senso alternato regolato da semaforo).